# Nummer 1-hits in de Billboard Hot 100 in 1961
Deze hits stonden in 1961 op nummer 1 in de Billboard Hot 100.
| Datum        | Artiest         | Titel                      |
| ------------ | --------------- | -------------------------- |
| 7 januari    | Elvis Presley   | Are you lonesome tonight   |
| 14 januari   | Bert Kaempfert  | Wonderland by night        |
| 21 januari   | Bert Kaempfert  | Wonderland by night        |
| 28 januari   | Bert Kaempfert  | Wonderland by night        |
| 4 februari   | The Shirelles   | Will you love me tomorrow  |
| 11 februari  | The Shirelles   | Will you love me tomorrow  |
| 18 februari  | Lawrence Welk   | Calcutta                   |
| 25 februari  | Lawrence Welk   | Calcutta                   |
| 4 maart      | Chubby Checker  | Pony time                  |
| 11 maart     | Chubby Checker  | Pony time                  |
| 18 maart     | Chubby Checker  | Pony time                  |
| 25 maart     | Elvis Presley   | Surrender                  |
| 1 april      | Elvis Presley   | Surrender                  |
| 8 april      | The Marcels     | Blue Moon                  |
| 15 april     | The Marcels     | Blue Moon                  |
| 22 april     | The Marcels     | Blue Moon                  |
| 29 april     | Del Shannon     | Runaway                    |
| 6 mei        | Del Shannon     | Runaway                    |
| 13 mei       | Del Shannon     | Runaway                    |
| 20 mei       | Del Shannon     | Runaway                    |
| 27 mei       | Ernie K-Doe     | Mother-in-law              |
| 3 juni       | Ricky Nelson    | Travelin' man              |
| 10 juni      | Roy Orbison     | Running scared             |
| 17 juni      | Ricky Nelson    | Travelin' man              |
| 24 juni      | Pat Boone       | Moody river                |
| 1 juli       | Gary U.S. Bonds | Quarter to three           |
| 8 juli       | Gary U.S. Bonds | Quarter to three           |
| 15 juli      | Bobby Lewis     | Tossin' and turnin'        |
| 22 juli      | Bobby Lewis     | Tossin' and turnin'        |
| 29 juli      | Bobby Lewis     | Tossin' and turnin'        |
| 5 augustus   | Bobby Lewis     | Tossin' and turnin'        |
| 12 augustus  | Bobby Lewis     | Tossin' and turnin'        |
| 19 augustus  | Bobby Lewis     | Tossin' and turnin'        |
| 26 augustus  | Bobby Lewis     | Tossin' and turnin'        |
| 2 september  | Joe Dowell      | Wooden heart (Muss i denn) |
| 9 september  | The Highwaymen  | Michael                    |
| 16 september | The Highwaymen  | Michael                    |
| 23 september | Bobby Vee       | Take good care of my baby  |
| 30 september | Bobby Vee       | Take good care of my baby  |
| 7 oktober    | Bobby Vee       | Take good care of my baby  |
| 14 oktober   | Ray Charles     | Hit the road Jack          |
| 21 oktober   | Ray Charles     | Hit the road Jack          |
| 28 oktober   | Dion            | Runaround Sue              |
| 4 november   | Dion            | Runaround Sue              |
| 11 november  | Jimmy Dean      | Big bad John               |
| 18 november  | Jimmy Dean      | Big bad John               |
| 25 november  | Jimmy Dean      | Big bad John               |
| 2 december   | Jimmy Dean      | Big bad John               |
| 9 december   | Jimmy Dean      | Big bad John               |
| 16 december  | The Marvelettes | Please Mr. Postman         |
| 23 december  | The Tokens      | The lion sleeps tonight    |
| 30 december  | The Tokens      | The lion sleeps tonight    |

1940 ·
1941 · 
1942 ·
1943 ·
1944 ·
1945 ·
1946 ·
1947 ·
1948 ·
1949 ·
1950 ·
1951 ·
1952 ·
1953 ·
1954 ·
1955 ·
1956 ·
1957 ·
1958 ·
1959 ·
1960 ·
1961 ·
1962 ·
1963 ·
1964 ·
1965 ·
1966 ·
1967 ·
1968 ·
1969 ·
1970 ·
1971 ·
1972 ·
1973 ·
1974 ·
1975 ·
1976 ·
1977 ·
1978 ·
1979 ·
1980 ·
1981 ·
1982 ·
1983 ·
1984 ·
1985 ·
1986 ·
1987 ·
1988 ·
1989 ·
1990 ·
1991 ·
1992 ·
1993 ·
1994 ·
1995 ·
1996 ·
1997 ·
1998 ·
1999 ·
2000 ·
2001 ·
2002 ·
2003 ·
2004 ·
2005 ·
2006 ·
2007 ·
2008 ·
2009 ·
2010 ·
2011 ·
2012 ·
2013 ·
2014 ·
2015 ·
2016 ·
2017 ·
2018 ·
2019 ·
2020 ·
2021 ·
2022 ·
2023
- Duitsland
- Noorwegen
- Verenigd Koninkrijk
- Verenigde Staten (Hot 100)